# هنرييت أفرام
هنرييت أفرام (بالإنجليزية: Henriette Avram)‏ هي عَالِمَة حاسوب ومهندسة ومبرمجة وأمينة مكتبة أمريكية، ولدت في 7 أكتوبر 1919 في مانهاتن في الولايات المتحدة، وتوفيت في 22 أبريل 2006 في ميامي في الولايات المتحدة بسبب سرطان.